# Distrito de Ards y Down Norte
El distrito de Ards y Down Norte es un distrito local gubernamental de Irlanda del Norte. Fue creado el 1 de abril de 2015, y comprende el norte del condado de Down y la península de Ards.
Se encuentra al este de Irlanda del Norte, junto a la costa del mar de Irlanda (océano Atlántico) y al este de Belfast.

## Ciudades y pueblos
Pueblos y ciudades del distrito:
- Ardmillan 70
- Balloo 189
- Ballybarnes 242
- Ballycranbeg 82
- Ballydrain 123
- Ballyfrenis 78
- Ballygalget 90
- Ballygowan 2,957
- Ballyhalbert 1,026
- Ballystockart 68
- Ballywalter 2,027
- Bangor 61,401
- Carrowdore 960
- Cloughey 1,075
- Comber 9,078
- Cotton 185
- Crawfordsbur 587
- Donaghadee 6,869
- Glastry 59
- Gray's Park 63
- Greyabbey 939
- Groomsport 1,233
- Helen's Bay 1,390
- Hollywood 11,332
- Killinchy 539
- Kilmood 130
- Kircubbin 1,153
- Kirkistown 96
- Lisbane 430
- Loughries 188
- Millisle 2,318
- Newtownards 28,039
- Orlock 126
- Portaferry 2,514
- Portavogie 2,122
- Rubane 216
- Seahill 1,018
- Whiterock 355